# Nihil novum sub sole
Nihil novum sub sole es una expresión de la Vulgata, la traducción latina oficial de la Biblia, que se ha incorporado al uso común de la lengua española como «(no hay) nada nuevo bajo el sol». Se pueden encontrar varias variantes como Nihil sub sole novum, Nihil sub sole novi o Nihil novi sub sole en diferentes traducciones del mismo versículo en latín (Qo c.1, v.9) tomadas del libro de Qohéleth en hebreo (Eclesiastés en griego). En el prólogo, se subraya la vanidad de cualquier cosa o empresa humana. 
Forma parte de una visión desilusionada del estado del mundo: 

Vanidad de vanidades, todo es vanidad.

¿Qué ventaja saca el hombre de todas las penalidades que se dan bajo el sol? 

Una generación va, otra viene, y la tierra jamás cambia. 

El sol sale, el sol se pone; y vuelve pronto a su lugar para volver a salir.

Sopla el viento hacia el sur y gira hacia el norte; luego vuelve a girar, y no deja de girar. 

Todos los ríos van al mar, y el mar nunca se llena; y vuelven los ríos a su origen para recorrer el mismo camino.

No hay nadie capaz de expresar cuánto aburren las cosas; nadie ve ni oye lo suficiente como para quedar satisfecho.

Lo que ha sucedido, vuelve a suceder; y lo que antes se ha hecho es lo que se hará. No hay nada nuevo bajo el sol. 

Si hay alguien que dice: ¡Esto es algo nuevo!; esto ya existía siglos antes de nosotros.
Libro del Eclesiastés (Qoheleth).

En el pasaje bíblico original, desde que se creó la tierra, no pasa nada nuevo: las mismas situaciones y los mismos hechos se han repetido durante milenios. Nada es realmente nuevo. En su uso actual puede servir para tomar nota de algo, a menudo con pesar, de que lo que se pensaba diferente, en realidad, es lo mismo. 